# 姬蜂科
姬蜂科（学名：Ichneumonidae）是膜翅目下的一个科。

## 下属分类
本科包括以下属：